# Veenhuizen
Veenhuizen (phát âm tiếng Hà Lan: [veːnˈɦœyzən]) là một ngôi làng với khoảng 800 cư dân ở tỉnh Drenthe, Hà Lan. Vào đầu thế kỷ 19, một khu nhà dành cho người nghèo và người vô gia cư đã được thành lập ở Veenhuizen bởi Xã hội Chủ nghĩa Nhân đạo. Đến cuối thế kỷ, khu phức hợp đã bị biến thành một thuộc địa hình phạt. Ngôi làng tự do vào năm 1984 và là một phần của đô thị Noordenveld từ năm 1998. Bảo tàng Nhà tù Quốc gia nằm ở đây. Cùng với các thuộc địa khác được thành lập bởi Xã hội của Lòng nhân từ, Veenhuizen đã được UNESCO công nhận là Di sản thế giới vào năm 2021 như là một phần của "Các thuộc địa của Lòng nhân từ" vì bằng chứng cho một phương pháp cải cách nhà ở độc đáo và quy hoạch đô thị của nó.

## Lịch sử
Lịch sử của Veenhuizen bắt nguồn từ cuối thời Trung Cổ nhưng chỉ là một ngôi làng nhỏ bên cạnh một con suối nhỏ được gọi là "Slokkert". Nó nằm cách một chút về phía bắc của ngôi làng hiện tại.
Thay đổi bắt đầu khi tướng Johannes van den Bosch thành lập Maatschappij van Weldadigheid (tạm dịch là Xã hội vì Lòng nhân từ) vào những năm 1820. Công ty Đông Ấn Hà Lan đã mua 30 km² đất để thành lập các thuộc địa, nơi làm nhà ở và cung cấp việc làm cho người nghèo từ các thành phố lớn ở phía tây của Hà Lan.
Veenhuizen sau đó đã trở thành một thuộc địa cải cách nhà ở cho người nghèo và người vô gia cư từ các thành phố lớn như Amsterdam và The Hague. Nó cùng với vịnh Botany ở Úc là những thuộc địa duy nhất nằm trong biên giới chủ quyền của một quốc gia.

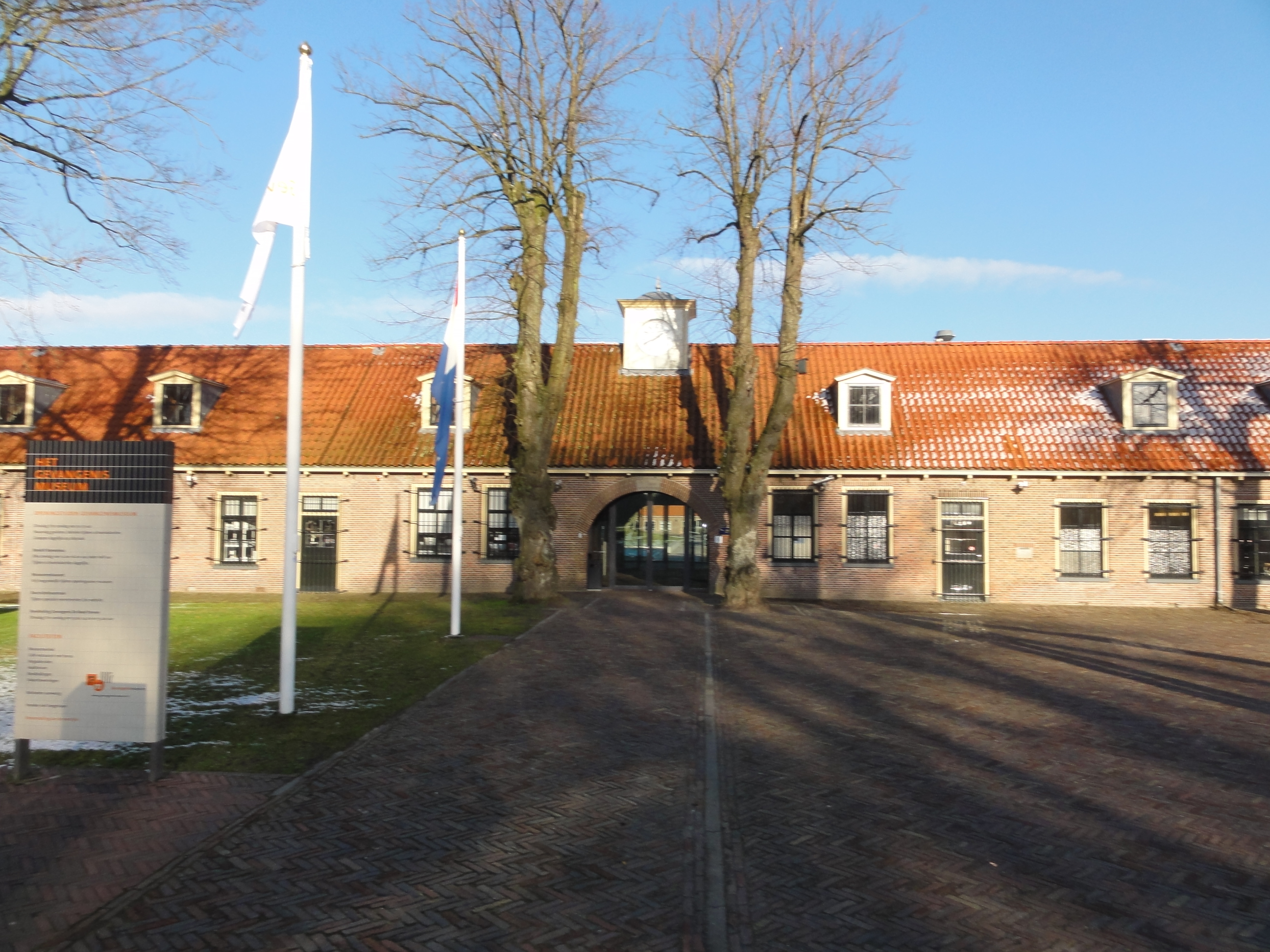
Bảo tàng Nhà tù Quốc gia.

Sự thay đổi còn thể hiện rõ rệt trong cách thức thành lập ngôi làng. Ngôi làng được tạo thành từ những con đường hình lưới với các hình khối có kích thước 700 x 700 mét, theo phong cách tương tự như các ngôi làng ở Mỹ. Tuy nhiên, chúng khác với các ngôi làng của Mỹ ở chỗ, hầu hết các khu nhà này vẫn được tận dụng khoảng trống để làm đất nông nghiệp để trồng trọt.
Sau đó vào thế kỷ 19, khu phức hợp đã được Bộ Tư pháp tiếp quản để sử dụng như một thuộc địa hình phạt, trong đó "khu phức hợp số 2" ngày nay được sử dụng làm Bảo tàng Nhà tù Quốc gia. Các nhà cho cai ngục tập trung xung quanh hai khu phức hợp nhà tù hiện còn lại trong khi các nhà tù khác được thêm vào năm 1900 vẫn được sử dụng cho đến ngày nay. Veenhuizen từng cấm tất cả mọi người đến đây ngoại trừ các tù nhân, nhân viên nhà tù và gia đình của họ sống trong khu nhà ở do bộ cung cấp. Ngôi làng được coi là khu đất của tư nhân, cảnh sát không có thẩm quyền ở đó, có nghĩa là thanh niên đi xe mô tô trong khu vực cũng được miễn vi phạm giao thông.
Kể từ năm 1984, ngôi làng mở cửa tự do cho tất cả mọi người với những khu vườn có bán trà, quán rượu cũng như bảo tàng quốc gia dành cho các cơ sở cải huấn. Toàn bộ ngôi làng, bao gồm cả bảo tàng và tàn tích của các dự án nhà cho người nghèo đầu thế kỷ 19, đã được đề cử Di sản thế giới vào năm 2011 và được công nhận vào năm 2021.